# Cheer Up and Smile
Cheer Up and Smile è un film del 1930 diretto da Sidney Lanfield.
È un musical statunitense con Arthur Lake, Dixie Lee e Olga Baclanova. È basato sul racconto If I Was Alone with You di Richard Connell.

## Trama
Per completare la sua iscrizione ad una fratellanza universitaria, Eddie Fripp dovrà superare due prove: dare un calcio al primo professore che troverà sulla sua strada e abbracciare la prima studentessa incontrata. Superate le prove, Eddie rimedia, al contempo, l'espulsione dall'università e la collera della sua amichetta Margie, che l'ha scorto abbracciare l'altra ragazza.
Eddie si trasferisce allora a New York dove trova lavoro come cantante al Cafè Pierre. Una sera, nel corso di una rapina, il cantante ufficiale 'Whispering' Jack Smith resta KO, ed Eddie viene invitato a prendere il suo posto davanti al microfono.
La sua esibizione riscuote molto successo, per cui diviene famoso e alla fine si riconcilia con Margie.

## Produzione
Il film, diretto da Sidney Lanfield su una sceneggiatura di Howard J. Green con il soggetto di Richard Connell, fu prodotto da Al Rockett per la Fox Film Corporation

## Distribuzione
Il film fu distribuito negli Stati Uniti dal 22 giugno 1930 al cinema dalla Fox Film Corporation.